# Cinzia Savi Scarponi
Cinzia Savi Scarponi (* 12. November 1963 in Rom) ist eine ehemalige italienische Schwimmerin. Sie gewann eine Bronzemedaille bei Europameisterschaften und insgesamt neun Goldmedaillen bei Mittelmeerspielen.

## Karriere
Cinzia Savi Scarponi war 13 Jahre alt, als sie bei den Europameisterschaften 1977 den siebten Platz mit der 4-mal-100-Meter-Freistilstaffel belegte. Bei den Schwimmweltmeisterschaften 1978 in West-Berlin verfehlte sie als Neunte der Vorläufe über 100 Meter Schmetterling nur knapp den Finaleinzug. Im Jahr darauf fanden die Mittelmeerspiele 1979 in Split statt. Savi Scarponi siegte in drei Einzeldisziplinen: 100 und 200 Meter Schmetterling und 400 Meter Lagen. Zwei weitere Goldmedaillen gewann sie mit der 4-mal-100-Meter-Freistilstaffel und mit der 4-mal-100-Meter-Lagenstaffel. Bei den Olympischen Spielen 1980 belegte sie den 12. Platz über 100 Meter Schmetterling und den 10. Platz über 200 Meter Schmetterling. Die italienische Lagenstaffel mit Laura Foralosso, Sabrina Seminatore, Cinzia Savi Scarponi und Monica Vallarin belegte den fünften Platz mit über fünf Sekunden Rückstand auf die Bronzemedaillengewinnerinnen.
Bei den Schwimmeuropameisterschaften 1981 in Split belegte Savi Scarponi den vierten Platz über 100 Meter Schmetterling und wurde Fünfte über 200 Meter Lagen. 1982 bei den Weltmeisterschaften in Guayaquil wurde sie Achte über 100 Meter Schmetterling. Über 200 Meter Lagen und mit der Lagenstaffel verfehlte sie den Finaleinzug. Im Juli 1983 bei der Universiade in Edmonton wurde Savi Scarpone über 100 Meter Schmetterling Zweite hinter Susie Woodhouse aus den Vereinigten Staaten. Über 200 Meter Lagen und über 400 Meter Lagen erhielt sie die Silbermedaille hinter Irina Gerassimowa aus der Sowjetunion. Bei den Europameisterschaften in Rom, die im August ausgetragen wurden, gewann Cinzia Savi Scarponi über 100 Meter Schmetterling die Bronzemedaille hinter Ines Geißler und Cornelia Polit aus der DDR. Über 200 Meter Lagen wurde sie genauso Vierte wie über 400 Meter Lagen. Im September fanden in Casablanca die Mittelmeerspiele 1983 statt. Savi Scarponi gewann die Titel auf beiden Schmetterlingsdistanzen und über 200 Meter Lagen. Über 400 Meter Lagen schwamm sie über elf Sekunden langsamer als bei den Europameisterschaften und wurde Vierte. Ihre vierte Goldmedaille in Casablanca erhielt sie mit der Lagenstaffel.
Cinzia Savi Scarponi nahm von 1976 bis 1983 an italienischen Meisterschaften teil und gewann über 40 Meistertitel in Einzeldisziplinen. Vor den Olympischen Spielen 1984 beendete sie ihre sportliche Karriere.